# Urbano Lugrís

Urbano Lugrís, también conocido por su seudónimo Ulises Fingal (La Coruña, 1908-Vigo, 1973) fue un pintor español, hijo del político y escritor Manuel Lugrís Freire, uno de los fundadores de la Real Academia Gallega, y de la pianista Purificación González.
Su hijo, Urbano Lugrís Vadillo, fue también un célebre pintor surrealista.

## Biografía
De niño es influido por Nacho Viéitez, un hombre cuyo propósito era fomentar el ejercicio de la pintura en las nuevas generaciones. 
Abandona los estudios de perito mercantil en La Coruña para trasladarse en 1930 a Madrid, donde se integra en las Misiones Pedagógicas, con las que recorre diversas ciudades españolas diseñando figurines y decorados para el teatro La Barraca. En esta época conoce a Federico García Lorca y a Rafael Alberti. Según algunas fuentes, durante la guerra civil luchó en el ejército sublevado, si bien no hay ninguna referencia documental que lo acredite. 
Se casa con Paula Vadillo, con quien tiene dos hijos: Urbano Lugrís Vadillo, que también sería pintor, y Paula.
En 1954 funda en La Coruña la revista Atlántida, con sus amigos Mariano Tudela y José Mª de Labra, en la que participa activamente, escribiendo artículos y poesías, además de numerosas ilustraciones y realizando el diseño de la cabecera de portada. Durante esta época trabaja incansablemente en numerosos encargos privados, que han dejado una importante impronta en la ciudad.
Se cuenta que durante la presentación del Retablo del Descubrimiento, pintado por Lugrís en el Instituto de Cultura Hispánica de Madrid, Francisco Franco le preguntó: ¿De donde eres?, a lo que Lugrís repuso: Paisano suyo. 
-Gallego, ya lo sé, pero ¿de donde? -siguió Franco.
-Del Ferrol de su Excelencia, Excelencia -repuso Lugrís.
Unos años después Franco le encargó la decoración de algunos de los camarotes del yate Azor. Estando en la puerta de la Asociación de Artistas, una sala de exposiciones sita en Riego de Agua, en La Coruña, entró una señora y dijo: Pero si es Lugrís, el célebre Lugrís ¡Pintor de cámara! A lo que el pintor replicó ¡De camarote, señora, de camarote!.
En 1965 se traslada a Vigo después de la muerte de su esposa. Muere en esta ciudad el 23 de diciembre de 1973. 

## Obra artística
En 1997 se realiza la mayor exposición dedicada a Urbano Lugrís (comisariada por Rosario Sarmiento y Antón Patiño), que tiene lugar en el Círculo de Bellas Artes de Madrid y en el Auditorio de Galicia de Santiago de Compostela. Con motivo de esta muestra se edita un importante libro-catálogo de la exposición y simultáneamente la publicación facsímil de la revista Atlántida. 
En el año 2007 se publica el libro de Antón Patiño Urbano Lugrís. Viaje al corazón del océano (Ediciós do Castro). Abarca de forma conjunta la vida y leyenda de Lugrís, hace un análisis pormenorizado de su obra pictórica, dibujos, murales, etc. y aborda su faceta literaria a través de los relatos y poemas firmados con el seudónimo de Ulises Fingal. Edicions Nigra Trea lo reedita en el 2008 con imágenes de cuadros del pintor.

## Exposiciones

### Individuales
- 1949: Sala Macarrón, Madrid.
- 1960: Asociación de Artistas de La Coruña.
- 1964: Asociación de Artistas de La Coruña.
- 1965: Sala del Foto Club, Vigo.
- 1975: "Exposición Homenaje de la Asociación de la Prensa". Sala del Ayuntamiento, La Coruña.
- 1981: Galería Ábside, La Coruña.
- 1989: "Urbano Lugrís. Mostra Antolóxica". Consellería de Cultura/Concello de La Coruña. Kiosko Alfonso, La Coruña.
  - Centro Cultural Caixa Vigo. Junta de Galicia, Vigo.
  - Fundación Cultural Mapfre Vida, Madrid.
- 1997: "Urbano Lugrís. Viaxe ó redor do meu mundo". Círculo de Bellas Artes, Madrid. Auditorio de Galicia, Santiago de Compostela.
- 2003: "Urbano Lugrís nos fondos da Colección Caixa Galicia". La Coruña, Vigo, Pontevedra, Lugo.
- 2004: Exposición conmemorativa do "ano Lugrís". Junta de Galicia. Museo Massó, Bueu.
- 2008: Lugrís. Viaxe ao mundo de Ulyses Fingal. Concello de Vigo. Museo Municipal "Quiñones de León". Vigo
- 2017: Lugrís, paredes soñadas. Sede Afundación La Coruña.
- 2018: Urbano Lugrís Pintor Maior do Mar. Galería Montenegro, Vigo.

### Colectivas
- 1975: "Treinta pintores coruñeses". Sala Giannini, La Coruña.
- 1984: "Grandes Artistas Gallegos". Fundación Caixa Vigo. Teatro García Barbón, Vigo.
- 1991: "Medio século de arte galega". Semana da Galiza, Lisboa.
- 1993: "Tres surrealistas gallegos. E. Granell, U. Lugrís, M. Mallo". Fundación Caixa Galicia. Sala de Exposiciones Médico Rodríguez, La Coruña.
- 1995: "Naturalezas muertas en la pintura española". Fundación Cultural Mapfre Vida, Madrid.
- 1996: "Pintura Galega. Pintores nacidos entre 1900-1910". Fundación Camilo José Cela, Iria Flavia, Padrón.
- 2003: "O Espello do Mar". Museo do Mar de Galicia, Vigo.
- 2004: "A Creación do necesario. Aproximacións ó deseño do século XX en Galicia". MARCO, Museo de Arte Contemporánea de Vigo, Vigo.
- 2017: "Urbano Lugrís fillo e paí". Galería Artbys, La Coruña.

## Obra literaria
Inédita o dispersa por prensa y catálogos, y recuperada en dos libros:
- 2008: Balada de los mares del norte. Poemas, cuentos y ensayos, 1942-1973, ed., introd. y apéndices de Olivia Rodríguez González, Santiago de Compostela: Alvarellos Editora.
- 2017: El tesoro de Punta Herminia y otros textos sumergidos, 1929-1965, ed., introd. de Olivia Rodríguez González, Santiago de Compostela: Alvarellos Editora.

## Obras del autor
- Obras de Urbano Lugrís en la Colección Caixa Galicia
- Obras del autor pertenecientes a la Colección Caixanova
- Olivia Rodríguez González (ed. anotada, introducción y apéndices): Urbano Lugrís, Balada de los mares del norte. Poemas, cuentos y ensayos, 1942-1973, Santiago de Compostela: Alvarellos, 2008. Más información:

```
   
```

- Olivia Rodríguez González (Ed. e Introducción): Urbano Lugrís, El tesoro de Punta Herminia y otros textos sumergidos, 1929-1965, Santiago de Compostela: Alvarellos, 2017. Más información:

```
   
```